# Municipio de Rush Lake (Iowa)
El municipio de Rush Lake (en inglés: Rush Lake Township) es un municipio ubicado en el condado de Palo Alto en el estado estadounidense de Iowa. En el año 2010 tenía una población de 466 habitantes y una densidad poblacional de 5,05 personas por km².

## Geografía
El municipio de Rush Lake se encuentra ubicado en las coordenadas 42°57′8″N 94°44′16″O / 42.95222, -94.73778. Según la Oficina del Censo de los Estados Unidos, el municipio tiene una superficie total de 92.36 km², de la cual 92,36 km² corresponden a tierra firme y (0 %) 0 km² es agua.

## Demografía
Según el censo de 2010, había 466 personas residiendo en el municipio de Rush Lake. La densidad de población era de 5,05 hab./km². De los 466 habitantes, el municipio de Rush Lake estaba compuesto por el 96,14 % blancos, el 0,21 % eran afroamericanos, el 0,43 % eran amerindios, el 0,21 % eran asiáticos, el 2,15 % eran de otras razas y el 0,86 % eran de una mezcla de razas. Del total de la población el 3 % eran hispanos o latinos de cualquier raza.